# جوزف هوارد (نخست‌وزیر)
جوزف هوارد (انگلیسی: Joseph Howard؛ ۴ دسامبر ۱۸۶۲ – ۲۰ مه ۱۹۲۵) سیاستمدار اهل مالت بود. وی از ۲۶ اکتبر ۱۹۲۱ تا ۱۳ اکتبر ۱۹۲۳ نخست‌وزیر مالت بود.
وی همچنین برندهٔ جوایزی همچون نشان امپراتوری بریتانیا شده‌است.